# L'Amazone aux yeux verts
Pour plus de détails, voir Fiche technique et Distribution.
L'Amazone aux yeux verts (Tall in the Saddle) est un western américain réalisé par Edwin L. Marin, sorti en 1944.

## Synopsis
Rocklin prend la diligence pour rejoindre le ranch de Red Cardell qui vient de l'embaucher. Il fait alors la connaissance de son conducteur, le vieux Dave, et de deux voyageuses, Clara Cardell et sa tante Elizabeth Martin. Celles-ci s'avèrent être les héritières de Red Cardell qui vient d'être assassiné, et dont le juge Garvey est chargé de la succession. Rocklin refuse de travailler pour les deux femmes et, arrivé sur place, accepte l'offre d'emploi de Harolday, dont la belle-fille est Arleta, une fière sauvageonne.

## Fiche technique
- Titre : L'Amazone aux yeux verts
- Titre original : Tall in the Saddle
- Réalisateur : Edwin L. Marin
- Scénaristes : Michael Hogan (en) et Paul Fix, d'après une histoire de Gordon Ray Young parue comme feuilleton dans The Saturday Evening Post puis publiée comme roman en 1943[1]
- Producteur associé : Theron Warth
- Directeur de la photographie : Robert De Grasse
- Effets spéciaux : Vernon L. Walker
- Directeurs artistiques : Albert S. D'Agostino et Ralph Berger
- Décorateurs de plateau : Darrell Silvera et William Stevens
- Ingénieurs du son : John E. Tribby puis (ré-enregistrement) James G. Stewart
- Musique : Roy Webb
- Directeur musical : Constantin Bakaleinikoff
- Costumes : Edward Stevenson
- Décors : Darrell Silvera et William Stevens
- Montage : Philip Martin Jr.
- Producteur : Robert Fellows
- Société de production et de distribution : RKO Pictures
- Format : 1.37:1 - 35 mm - Mono
- Procédé : Noir et blanc
- Pays :  États-Unis
- Langue : anglais
- Genre : Western
- Durée : 87 minutes
- Date de sortie : 29 septembre 1944
- Date de sortie en France : 27 octobre 1948

## Distribution

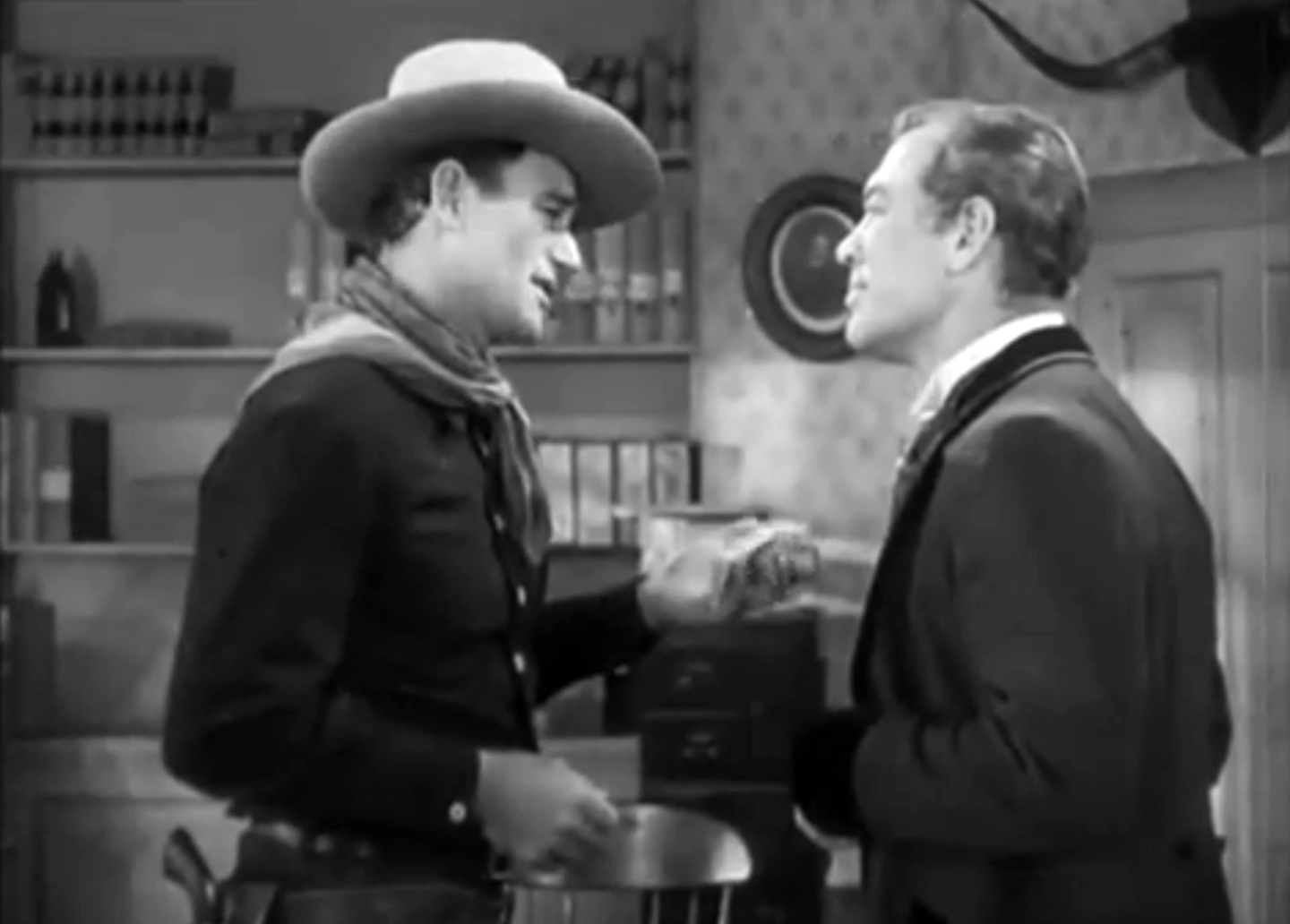
Scène avec John Wayne et Ward Bond

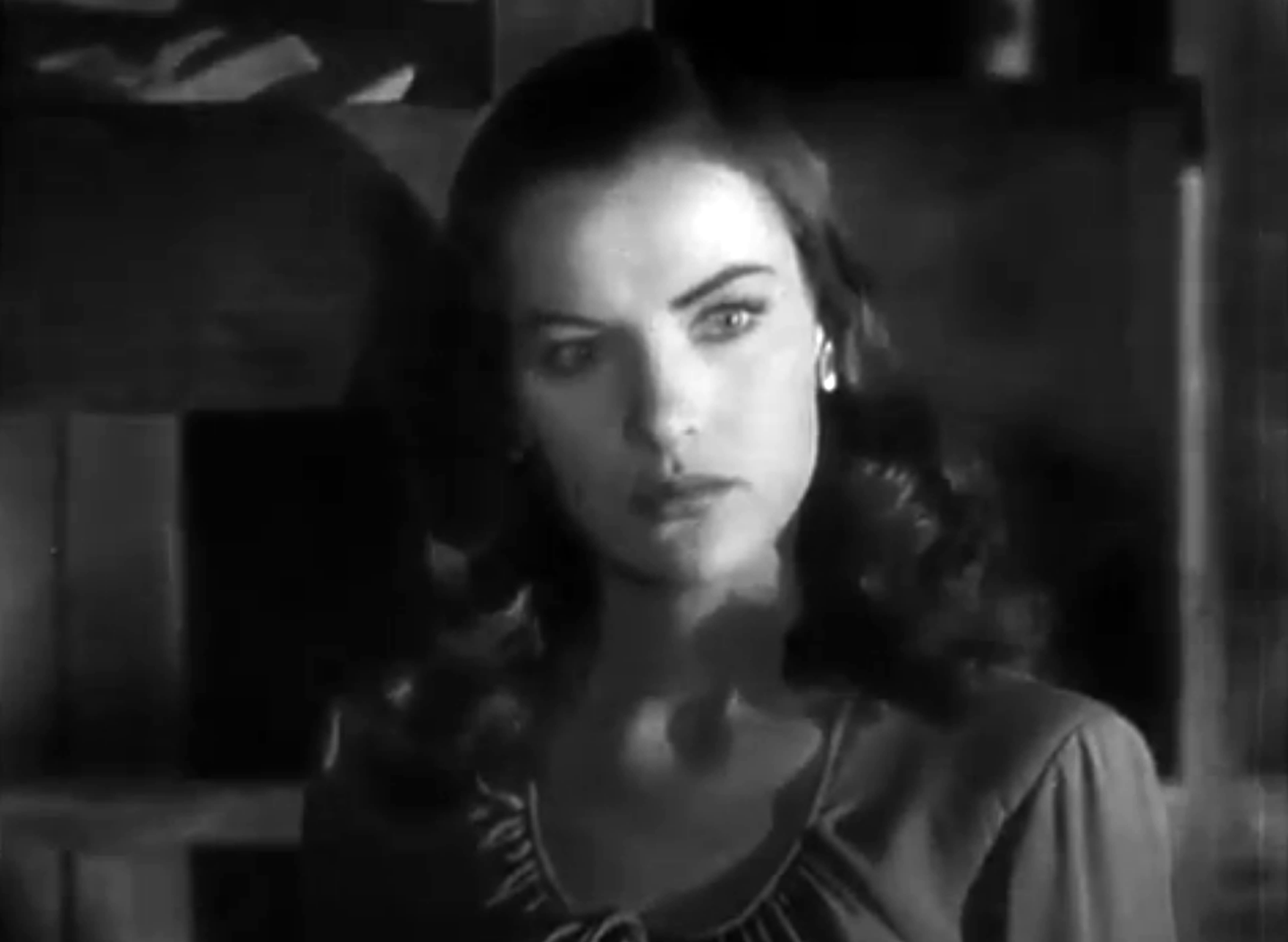
Ella Raines dans une scène du film

- John Wayne : Rocklin (VF Années 70. Raymond Loyer)
- Ella Raines : Arleta 'Arly' Harolday
- Ward Bond : le juge Robert Garvey
- George "Gabby" Hayes : Dave
- Audrey Long : Clara Cardell
- Elisabeth Risdon : La tante Elizabeth Martin
- Don Douglas : Harolday
- Paul Fix : Bob Clews
- Russell Wade : Clint Harolday
- Emory Parnell : Le shérif Jackson
- Raymond Hatton : Zeke
- Harry Woods : George Clews

Et, parmi les acteurs non crédités au générique :
- Walter Baldwin : Stan, patron du dépôt
- Ben Johnson : Un villageois
- Cy Kendall : Cap, le barman
- Sam McDaniel : Un serviteur
- Frank Puglia : Tato
- Russell Simpson : Pat Foster